# Лоренцо да Витербо
Лоренцо да Витербо (итал. Lorenzo da Viterbo, Lorenzo di Jacopo di Pietro Paolo da Viterbo; ок. 1444, Витербо — после 1476) — живописец раннего итальянского Возрождения периода кватроченто умбрийской школы.
Художник родился в Витербо (Лацио), в семье Якопо ди Пьетро Паоло. Биографических сведений о нём сохранилось крайне мало. В 1459 году он, вероятно, был учеником и помощником Пьеро делла Франческа в росписи капеллы Святых Михаила и Петра в веригах в церкви Санта-Мария-Маджоре в Риме. Примерно в 1464—1466 годах он расписал фресками лоджию и капеллу в Палаццо Орсини в Тальякоццо для герцогов Наполеона и Роберто, сюзеренов Альфонсо Арагонского. Он поставил свою подпись на колоннах лоджии: LAURENTIUS.
Лоренцо также известен фресками в капелле Маццатоста в церкви Санта-Мария-делла-Верита в Витербо (1469), сильно повреждёнными в 1944 году и впоследствии восстановленными; он также подписал алтарный образ «Мадонны с Младенцем, святыми Михаилом и Петром» в церкви Сан-Микеле в Черветери (1472, в настоящее время: в Национальной галерее Палаццо Барберини в Риме). 
Последние известия о нём относятся к 1473 году: живописец находился во Флоренции, о чём свидетельствует письмо сиенского кардинала Якопо Амманнати Пикколомини, рекомендующего живописца Лоренцо Великолепному и хвалящего его за некоторые «фризы», которые он для него сделал (возможно, на вилле кардинала в Монсиндоли, на окраине Сиены).
Лоренцо да Витербо работал под влиянием Беноццо Гоццоли и Пьеро делла Франческа, однако вместе с Антониаццо Романо он считается одним из ведущих представителей живописи периода кватроченто в Лацио.

## Галерея
- Пьеро делла Франческа и Лоренцо да Витербо. Евангелист Лука. Деталь росписи капеллы Святых Михаила и Петра в веригах в церкви Санта-Мария-Маджоре в Риме. 1459
- Капелла Маццатоста в церкви Санта-Мария-делла-Верита в Витербо с фресками Лоренцо да Витербо. 1469
- Представление Пресвятой Девы Марии в храме. Деталь росписи капеллы Маццатоста
- Деталь росписи
- Евангелисты, пророки и Учителя церкви. Деталь росписи свода капеллы Маццатоста
- Мадонна с Младенцем, святыми Михаилом и Петром. Алтарный образ из церкви Сан-Микеле в Черветери. 1472. Дерево, масло. Национальная галерея Палаццо Барберини, Рим